# Canard aux navets

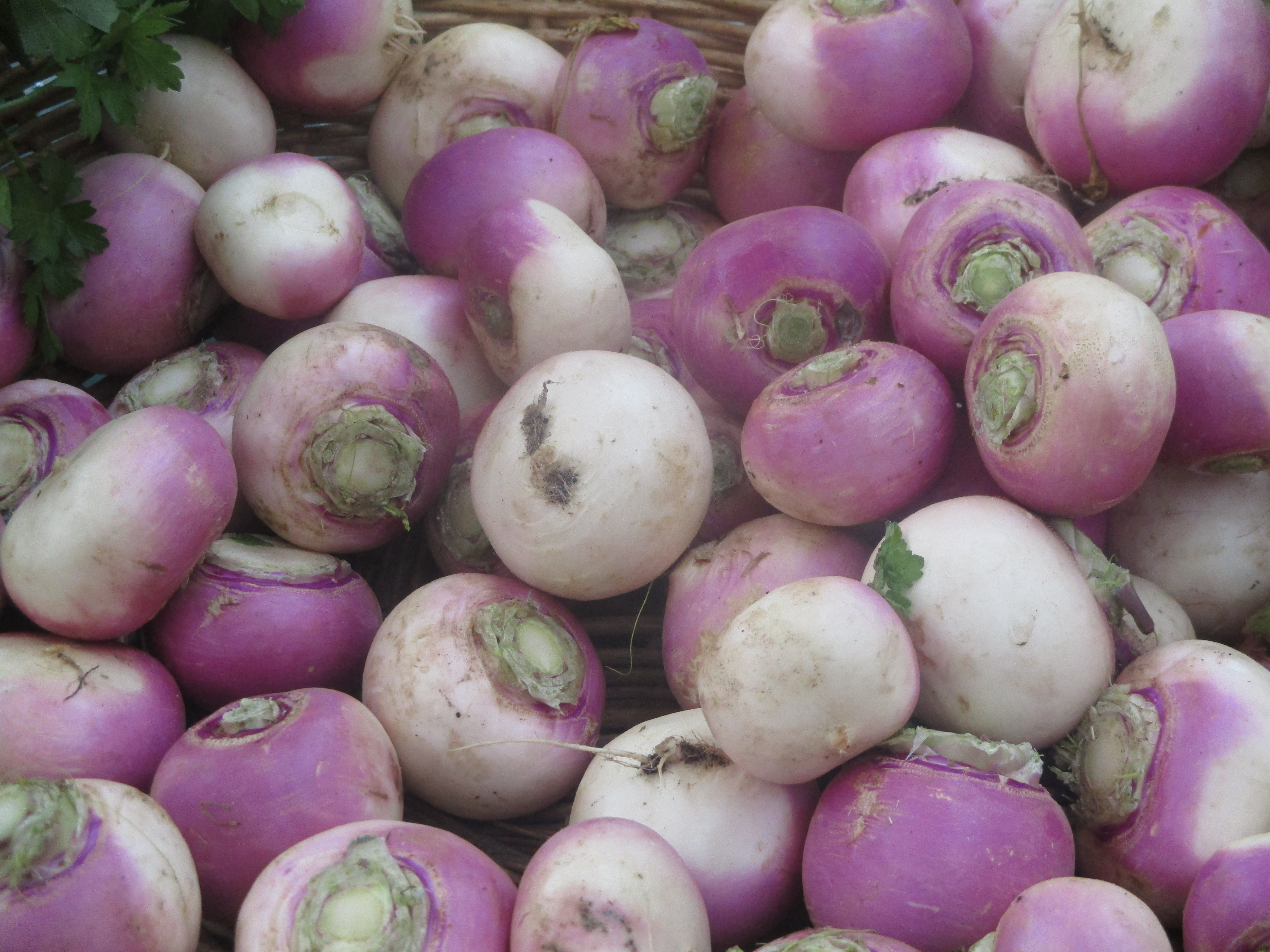
Le navet, un des ingrédients du canard braisé aux navets.

Le canard braisé aux navets ou canard aux navets à la bourgeoise est une spécialité culinaire traditionnelle du sud-ouest de la France (entre Tarn et Hérault). Victor Hugo, en 1843, décrivant Poitiers dans son manuscrit inachevé Journal de voyage aux Pyrénées écrira :

« Poitiers, c’est une soupe grasse, un canard aux navets, une matelote d’anguilles, un poulet rôti, une sole frite, des haricots verts, une salade et des fraises. »

## Ingrédients
La recette s'articule autour d'un canard plumé et vidé d'un peu plus d'un kilogramme, d'une cinquantaine de grammes de beurre, d'un kilogramme de petits navets ronds uniformes et de petits oignons blancs, et bien sûr de sel et poivre.
Le fond de sauce est généralement préparé avec les abattis du canard (cou, ailerons, gésier), un peu de beurre, un oignon, une petite carotte, un verre de vin blanc et d'un bouquet garni (persil, thym, laurier) ainsi que sel et poivre.

## Préparation
Le fond de sauce est généralement préparé en premier. Les abats du canard et l'oignon haché sont revenus avec le beurre, auxquels sont ajoutés la carotte en rondelles, un verre de vin blanc, de l'eau, le bouquet garni, sel et poivre, le tout étant ensuite laissé à bouillir doucement.
Le canard est ensuite revenu avec du beurre puis salé et poivré et recouvert du fond de sauce, avant d'être couvert et laissé à mijoter à feu doux. Oignons et navets sont ensuite rajoutés pour le reste de la cuisson.
Alexandre Dumas décrit ainsi cette dernière étape dans Le Grand Dictionnaire de cuisine :

« Mettez cuire les canards dans cette sauce ; à moitié de leur cuisson mettez-y les navets mijoter, ayez soin de retourner les canards sans écraser les navets ; une fois la cuisson terminée, dégraissez votre ragoût et servez. »

Gilles Tournadre a créé une recette de « canard aux navets confits et au cidre », publiée dans le Larousse gastronomique.